# Йоганн Рудольф Глаубер
Іоганн Рудольф Глаубер (нім. Johann Rudolph Glauber) (1604, Карлштадт — 10 березня 1670, Амстердам) — німецький алхімік, аптекар і лікар.

## Біографія
Глаубер народився в Карлштадті в Нижньої Франконії (Німеччина), в сім'ї цирульника; про його життя до 1644 майже нічого не відомо. Не маючи коштів на навчання в університеті, Глаубер вивчав науки самостійно; в молодості займався виготовленням дзеркал, був алхіміком і працював в аптеках. У 1644 він був лікарем при королівському дворі в Гісені; в 1645 переїхав до Бонна, а в 1648 — до Амстердаму. У 1651 Глаубер купив будинок в Кітцінґені, де влаштував власну лабораторію, при якій було дослідне поле, на якому він провадив досліди з мінеральними добривами.

## Наукова робота
Глаубер докладно вивчив питання про утворення та склад солей і кислот, зробив помітний внесок у розробку способів отримання цілого ряду неорганічних речовин. Виділив ряд солей, які призначав для використання як лікарські засоби. Вперше описав (1649) сирий бензол, отриманий розгонкою кам'яновугільної смоли.
Перегонкою суміші селітри з сірчаною кислотою отримав чисту азотну кислоту, а нагріванням кухонної солі з сірчаною кислотою — чисту соляну кислоту і сульфат натрію, так звану глауберову сіль (1648) (сам Глаубер назвав її «чудовою сіллю» -sal mirabile). Димна соляна кислота довгий час називалася за іменем Глаубера (acidum sails fumans Glauberi). Велике практичне значення отримала відкрита Глаубером реакція взаємодії поташу з азотною кислотою з утворенням чистої калійної селітри.
Глаубер одним з перших став застосовувати в лабораторії скляний посуд і вніс низку удосконалень у конструкцію печей для приготування скла; розробив способи отримання забарвленого скла і заснував промислове скловаріння в Тюрингії. Глаубер отримав рідке скло (метасиликат натрію чи калію), вивчив і описав солі амонію; виявив, що осад хлориду срібла розчиняється в нашатирному спирті, що срібло осаджується з розчину його солей лугами і карбонатами. Вперше описав отримання оцтової кислоти сухою перегонкою рослинних речовин.
У теоретичному плані Глаубер був прихильником ятрохімії і послідовником Парацельса. У його творах, опублікованих у семи томах під назвою Glauberi opera omnia (Амстердам, 1661), крім іншого містяться і зачатки вчення про хімічну спорідненість. Називаючи причину, що спонукає речовини до хімічних змін, спорідненістю (affinitas), Глаубер ґрунтувався на думці стародавніх філософів, що взаємодія речовин може відбуватися тільки тоді, коли ці речовини мають щось загальне, середнє.
Глаубер, подібно до більшості сучасників, вірив у можливість перетворення неблагородних металів в золото і існування еліксиру життя, і навіть стверджував, ніби відкрив секрет приготування еліксиру. Однак, Глаубер належить до числа тих представників раціональних течій в алхімії, значні експериментальні успіхи яких заклали основи для наукової хімії.